# 호시노 치즈코
호시노 치즈코(일본어: 星野 千寿子 ほしの ちずこ[*], 1970년 6월 21일 ~ )는 일본의 성우. 프로덕션 바오밥 소속. 도쿄도 출신.

## 주요 출연작
- 데모니온Ⅱ ~마왕과 3인의 여왕~ - 티리아 에스 랜다토리카
- 동급생2 졸업생 OVA판 - 요스케의 애인
- 마마하하 2 - 후지나미 마리카
- 마법소녀 사에 - 무라카미 시즈루
- 마브러브 - 츠쿠요미 마나
- 명탐정 코난 - 카와이 하루카
- 모녀란관 - 카미시로 코토네
- 무인도 이야기 X OVA판 - 토우코(주인공)
- 버추얼콜2 OVA판 - 스즈네
- 뿌요뿌욘 - 루루
- 샤부라렌탈 - 오데라 나나미
- 스크라이드 - 목장 아주머니
- 아네이모2 ~Second Stage~ - 히라사와 카즈미
- 아따맘마 - 아주머니
- 액션로망 범피트롯 - 로즈마리
- 어둠과 모자와 책의 여행자(PC판) - 리츠코
- 얼굴없는 달 게임판 - 하루카와 토모미
- 염화 새크러먼트 - 시카토리 사키
- 용기전승 - 실버 발파루드
- 용기전승 3 - 미스티 루클레티아, 신룡의 무녀
- 유작, 엘프 올스타즈 탈의 마작 - 사카키 미유키
- 육빈R30 - 카스가 미키
- 이 세상 끝에서 사랑을 노래하는 소녀 ~YU-NO~ - 아리마 케이코
- 장하다 천하공인 - 네무리 시온
- 진 유리색의 눈 - 히노미야 아야카
- 진 카마이타치의 밤 - 아카기 에미
- 최유기 - 샤오헤이
- 취작 - 미나미 아야카
- 크레용 신짱 - 우오노메 오깅
  - 극장판 짱구는 못말려: 우리들의 공룡일기 - 우오노메 오깅
- 탈주닌자 - 스이렌
- 투하트 - 카미기시 히카리(카미기시 아카리의 어머니)
- 푸른 눈물 - 카시와기 메구미
- 하급생 - 타치바나 마유미
- 하니츠마 - 야하기 린
- 하피네스 - 코히나타 오토하
- 협박 - 미야자키 유미코
- Aster - 오다마키 코토리
- Fortune Arterial - 시스터 아마이케
- Vermilion -Bind of Blood- - 바넷사 클라리몽드